# Parlamentswahl in Benin 2011
Die Parlamentswahl in Benin 2011 wurde am 30. April im westafrikanischen Staat Benin durchgeführt, verschoben vom ursprünglich geplanten 17. April. Gewählt wurden die 83 Mitglieder der Nationalversammlung. Die Wahlen fanden wenige Wochen nach den Präsidentschaftswahlen statt und endeten mit dem Sieg der Partei Forces Cauris pour un Bénin émergent, die 41 von 83 Sitzen im Parlament errang. Die siegreiche Partei war von Unterstützern des auch in der Präsidentschaftswahl siegreichen vorherigen und jetzigen Präsidenten Yayi Boni gebildet worden. 3,6 Millionen Wahlberechtigte waren aufgerufen unter 1600 Kandidaten und 20 Parteien und Koalitionen zu wählen. Die Wahl traf jedoch im Schatten der Präsidentschaftswahl nur auf geringes Interesse der Wählerschaft. Die Hauptkontrahenten waren dieselben wie bei der Präsidentschaftswahl: Der den Präsidenten stützenden Partei Forces Cauris pour un Bénin émergent stand als einzig ernst zu nehmende Gegenspielerin die Union fait la Nation gegenüber, die als Koalition zur Stützung des Präsidentschaftskandidaten Adrien Houngbédji gegen Präsident Yayi Boni gebildet worden war.

## Ergebnisse
- FC pour un Bénin émergent: 41
- Union fait la Nation: 30
- Alliance Amana: 2
- Alliance G13 Baobab: 2
- Alliance Cauris 2: 2
- Force Espoir–Union pour la Relève: 2
- Alliance Force dans l’Unité: 2
- Union pour le Bénin: 2

| Forces Cauris pour un Bénin émergent | 41 |
| Union fait la Nation                 | 30 |
| Alliance Amana                       | 2  |
| Alliance G13 Baobab                  | 2  |
| Alliance Cauris 2                    | 2  |
| Force Espoir–Union pour la Relève    | 2  |
| Alliance Force dans l’Unité          | 2  |
| Union pour le Bénin                  | 2  |
| Total                                | 83 |
| Quelle: Cour constitutionnelle       |    |